# Пашино, Пётр Иванович
Пётр Иванович Пашино (1836—1891) — российский учёный-ориенталист, путешественник, переводчик, писатель

-публицист, издатель, дипломат, этнограф и педагог.

## Биография
Родился в 1836 году в Ирбите в семье придворного певчего, Ивана Пашины. Вскоре после смерти мать с двухлетним сыном переехала в Соликамск, где Пётр Пашино провёл первые годы своего детства и где, начал своё образование в приходском училище. С шести лет жил с матерью в Чердыне, где окончил трёхклассное уездное училище. Здесь уже у него проявилась необыкновенная способность к иностранным языкам. Находясь в постоянном соприкосновении с татарами и киргизами, он быстро освоился с их наречиями и выучился на них писать и читать. Дальнейшее образование продолжилось в Пермской гимназии. В это время мать его, уже имевшая признаки чахотки, простудилась, и вскоре умерла. Как сын певчего придворной капеллы, Пашино, после смерти отца, был записан 57-м кандидатом в Гатчинский сиротский институт, но вследствие смерти матери и особого ходатайства директора гимназии немедленно был принят в декабре 1845 года на казённый счёт в Первую Казанскую гимназию. Директором гимназии в это время был спутник графа Литке, Н. А. Галкин (отец М. Н. Галкина-Враского), обращавший особенное внимание на преподавание истории и географии и своим прошлым, переполненным различными приключениями, о которых он часто рассказывал воспитанникам, развивал в них страсть к изучению путешествий знаменитых людей. Это-то обстоятельство, вероятно, и посеяло в Пашино стремление к изучению неведомых стран. Уже в четвёртом классе он обращал на себя особенное внимание и директора, и преподавателей своими успехами по языкам: он свободно изъяснялся и писал по-татарски, по-монгольски, прекрасно говорил по-киргизски, а также делал большие успехи по латыни, французскому и немецкому языкам, знал малороссийский, а за сочинения по русскому языку получал лучшие отметки в классе, избирая всегда предметом разработки исторические темы; он, однако, был зачинщиком всех шалостей и всевозможных выходок гимназистов, но, несмотря на это и на частое сиденье в карцере, ему за хорошее ученье прощалось многое, а находчивость и остроумные ответы часто избавляли его от наказаний. Случайно о нём узнал попечитель Казанского учебного округа генерал В. П. Молоствов и стал приглашать его к себе играть с детьми. Посещение дома Молоствовых оказало благотворное влияние на П. Пашино и имело значение для будущей его жизни. Он встретился там с Виктором Ивановичем Григоровичем, который, обратив особенное внимание на способности мальчика, взял его под своё покровительство. Под его руководством и стал развиваться Пётр Пашино. Впоследствии В. И. Григорович спас своего любимца от исключения из Казанского университета за плохое поведение.
Литературная деятельность Пашино началась уже со времени его пребывания в седьмом классе гимназии. Во время урока турецкого языка приехал в гимназию профессор И. H. Березин и, услышав, как хорошо Пашино переводил с турецкого языка на русский какую-то статью, предложил мальчику перевести с татарского на русский язык один отрывок из книги Хальфина, пообещав, что если перевод окажется удовлетворительным, напечатать его в «Казанских губернских ведомостях», где профессор состоял редактором неофициального отдела. Перевод был сделан Пашино и издан в номере газеты от 5 марта 1851 года под заглавием «Татарские сказания», с примечаниями от редакции.
Успешно окончив гимназию в 1852 году, Пашино поступил на историко-филологический факультет Казанского университета по его Восточному отделению и весь отдался новой для него студенческой жизни, протекавшей среди кутежей, занятий и различных шалостей вырвавшейся на свободу молодежи. В своих воспоминаниях, напечатанных в «Биржевых ведомостях» в 1881 году под заглавием «Живые и мертвые», П. И. Пашино в весьма ярких красках описывает свою студенческую жизнь в Казанском университете, где судьба столкнула его со многими будущими литературными деятелями; так, в 1852 году, на лекциях по русской истории Пашино познакомился с П. Д. Боборыкиным, хотя никогда с ним близко не сходился.
В 1855 году при Санкт-Петербургском университете открылся Восточный факультет, Восточное отделение в Казанском университете было закрыто, и, чтобы окончить образование,  девятнадцатилетнему Пашино пришлось переехать в Петербург. Здесь, через товарища своего Шимановского, Пашино познакомился с Добролюбовым и серьезно отдался изучению русской литературы. Вскоре Пашино познакомился с вернувшимся из-за границы А. И. Поповицким, издателем «Современного Листка», а потом «Церковно-общественного Вестника», и его рассказы о заграничных путешествиях разжигали в юноше желание предпринять путешествие с целью исследования чужих стран.
В 1856 году, прямо со студенческой скамьи, Пашино, как выдающийся, получил учёную командировку для объезда Казанской губернии с целью научно-исторических изысканий и раскопок в Болгарах на Волге. На эту поездку ему было назначено 250 рублей. Надеясь на поддержку со стороны родных и знакомых в Казани, Пашино отправился с этими небольшими деньгами и, действительно, расчеты его оправдались. В Казани он радушно был принят родственниками, которые оказали ему материальную поддержку, а губернатор Боратынский дал ему даровую подорожную, благодаря чему Пашино и добрался благополучно до Болгар. Однако, там его ожидали неприятности. Местный священник был против раскопок и подговорил сельского старосту, в районе которого должны были производиться работы, не давать рабочих. Пашино, мотивируя это тем, что тот-де «кандидат» а, следовательно, беглый с военной службы; много стоило усилий Пашино, чтобы доказать сначала священнику, а потом и старосте свое социальное положение. Успокоенный староста выслал рабочих, и дело было выполнено успешно. Среди множества редких монет, найденных при раскопках, одна из них представляла собой необычайную нумизматическую редкость: она была чеканки Дмитрия Донского. По возвращении в Петербург Пашино подарил всю коллекцию в нумизматический кабинет Санкт-Петербургского Университета, а редкую монету передал в Императорское Русское археологическое общество. Сделав сообщение в университете о результатах своей поездки, Пашино представил и подробный отчет о своей деятельности, который был принят там за кандидатскую диссертацию, вследствие чего Пашино и был оставлен в университете на пятый год для прохождения магистратуры. По окончании последней Пашино поступил на службу в Азиатский департамент Министерства иностранных дел Российской империи. Работу свою Пётр Иванович напечатал в «Современнике» (1860 год) с подписью «П. А. Шино». Возвращаясь из казанской командировки, Пашино в Нижнем Новгороде познакомился с «Казаком Луганским» — Далем. В «Известиях Русского археологического общества» за 1858 год (т. I, стр. 41 и 313), в отчете общества, было сообщено о доставленных ему служащим в Азиатском департаменте МИДа П. И. Пашино редких золотоордынских монетах.
Работая в «Современнике» в качестве сотрудника, Пашино сошёлся с редактором его, И. И. Панаевым и Н. Г. Чернышевским, в обществе которых часто проводил время. В «Современнике» были напечатаны три рассказа П. И. Пашино под общим заглавием «Волжские татары»; в них автор в живых красках рисует быт приволжских татар в связи с русскими крестьянами. В 1857 году, когда в Петербурге начали издаваться уличные листки, Пашино был издателем и сотрудником листка «Потеха», прекратившего свое существование уже на втором номере издания.
Тяжёлое материальное положение заставило Петра Ивановича Пашино искать себе дополнительный заработок, и он в том же 1857 году он начал составлять сочинения на темы для офицеров Академии Генерального штаба; два из них — «О торговле чаем» и «История Ост-Индской компании» — были признаны достойными для печати. Труд этот оплачивался из расчёта по 300 рублей за тему.
В том же 1857 году Пашино очень близко сошёлся с известным публицистом, подполковником корпуса лесничих H. B. Шелгуновым, только что возвратившимся тогда из поездки своей по Башкирии и редактировавшим журнал «Лесоводство и охота». Познакомившись через Шелгунова с помощником его, Михайловским, большим знатоком татарских наречий, Пашино занялся совместно с ним переводами и перевел «Татарскую поэму», напечатанную в том же году в «Современнике». По отъезде Шелгунова за границу Пашино сделался соредактором Михайловского в журнале «Лесоводство и охота». Все статьи в нём, помещавшиеся в отделе «Охота», подписанные «Ф. И. Конев» и представлявшие собой талантливо написанные очерки, принадлежали на самом деле перу Пашино, получавшему от Ф. И. Конева только сырой материал в виде дневников охотника. В это же время Пашино был приглашен для преподавания в Лесной институт (ныне Санкт-Петербургский государственный лесотехнический университет), где быстро заслужил уважение и доверие воспитанников. Но начальство недружелюбно относилось к Петру Ивановичу Пашино, как допускавшему вольности по отношению к ученикам и за образ его мыслей.
В 1861 году Министерство иностранных дел командировало Пашино в качестве второго секретаря посольства в Персию. Мечты Петра Ивановича осуществлялись: ему предстояло ехать, в прекрасных условиях, в мало знакомую европейцам страну, и он принялся за её изучение. Дипломатическая карьера теперь была обеспечена для Пашино, знание восточных языков (в университете он в совершенстве изучил персидский, индустани и др.) могло его сразу выдвинуть вперед по службе, а его наблюдательность в изучении новой страны, уменье в простой, но увлекательной форме излагать свои путевые впечатления и знание истории и географии Востока являлись хорошими задатками. Однако среда, в которую попал простой в обращении со всеми, честный и прямодушный Пашино, не соответствовала его характеру. С одной стороны, давнишняя цель его была достигнута, с другой же — пребывание в посольстве сделалось для него невыносимым. Пашино не мог ужиться с людьми, готовыми для достижения своих целей на всевозможные унижения. Льстить и заискивать Пашино не умел, а потому вскоре восстановил против себя почти всех членов русского посольства в Персии. Пребывание его среди дипломатов сделалось для него невыносимым в такой степени, что в сентябре 1862 года он взял отпуск и, объехав всю северную Персию, вернулся прямо в Петербург. Лесной Институт был закрыт, при Министерстве Пашино получал грошовое жалованье, путешествие по Персии истощило все его сбережения; положение его становилось бедственным, а потому новое назначение в Персию, уже первым секретарём посольства, явилось для него весьма кстати. Отъезд был уже назначен, как вдруг Пашино получил письмо от своего начальника барона Ф. Р. Остен-Сакена, в котором тот уведомлял его, что поездка в Персию была отложена. Дело заключалось в том, что однажды среди газет, получаемых Пашино, ему были подкинуты два экземпляра нелегального листка «Земля и Воля». Прочитав эти листки и найдя их по содержанию несоответственными настроению общества и написанными весьма плохим языком, Пашино один разорвал, а другой отнёс в Министерство и показал своему приятелю персиянину Якуб-Хану, которого считал порядочным человеком. Персиянин взял этот листок и донёс жандармам. Был произведен обыск, ничего не обнаруживший; но Пашино, однако, не был арестован только потому, что министерское начальство заступилось за него и не допустило ареста. Тем не менее, командировка Пашино в Персию была отменена. Через своего университетского товарища Ровинского Пашино познакомился с редактором «Очерков», где и начал печатать собранные им за свое путешествие по Персии материалы о междоусобных войнах, разгоревшихся в то время в Афганистане между туземными принцами из-за престолонаследия.
В то же время Петр Иванович начал обработку и печатание своих путевых очерков по Персии под заглавием «Письма о Персии». Одно из таких писем было напечатано в газете «Русь» (1864 г., № 16 и 17), которая, впрочем, скоро перестала издаваться, и продолжение этих писем было напечатано в «Еженедельных прибавлениях к Русскому Инвалиду» за 1864 г. (№№ 35, 36, 37, 38, 39, 41, 43 и 45). Очерки Пашино представляли собой весьма интересные описания новой страны; они в ярких красках передавали быт населения, его особенности, описание природы и путей по мало известной стране. В особенности же Пашино отмечал историческую сторону, не пренебрегая как своими личными наблюдениями, так и расспросными сведениями. Последующие «Письма о Персии» и статья «За Эриванью» печатались в «Санкт-Петербургских ведомостях» 1865 г. (№ 131. — С. 527—527; № 132. — С. 531—532) издававшихся под редакцией А. С. Суворина, который, оценив недюжинный талант Пашино, пригласил его поработать и в других отделах газеты.
В 1865 году Пашино сошёлся с Н. С. и В. С. Курочкиными, Д. Д. Минаевым и другими литературными деятелями, сотрудничал в разных газетах, занимаясь в то же время совершенствованием своих знаний о Востоке. Предметом исследования и местом предполагаемого путешествия Пашино уже давно наметил себе Индию и Афганистан. В 1866 году он выхлопотал себе командировку в Ташкент, куда в конце февраля и отправился. Результатом этой поездки было появившееся в свет в 1868 году роскошное издание его сочинений: «Туркестанський край в 1866 году. Путевые заметки» (СПб., 1868), иллюстрированное 20-ю рисунками Д. И. Вележева (виды Туркестана, Ташкента, Ходжента и др., виньетки с изображением замечательных типов, видов городов, фортов и т. п.) и с картой К. В. Струве. Книга эта была посвящена графу Иллариону Ивановичу Воронцову-Дашкову и заключала в себе описание быта степняков и городских обывателей. До выхода в свет этого сочинения в русской печати почти ничего не появлялось о Туркестанском крае, а потому книга Пашино в её интересном изложении являлась единственной, заключающей в себе подробное описание вновь покорённого края, и имела поэтому большой успех.
В конце 1871 года П. Пашино задумал издавать учёно-литературный журнал «Азиатский вестник». Целью этого издания было желание познакомить русское общество в популярных и научных статьях с Азией, куда началось движение России. Журнал должен был выходить ежемесячно книжками от 20 до 25 листов. Пашино сумел привлечь к себе лучшие литературные силы. Первый номер журнала вышел в начале 1872 года и начинался статьёй Н. В. Шелгунова «Что такое Азия?» Однако новое издание не встретило сочувствия публики, и уже после выхода в свет второй книжки издание было прекращено. Тогда П. И. Пашино начал хлопотать о передаче ему газеты «Кавказ» в Тифлисе, где в то время находился его университетский товарищ Лев Николаевич Модзалевский, с которым он и вёл продолжительную переписку по этому вопросу. Однако и это намерение его не могло тогда осуществиться.
В марте 1873 года у Пашино появилась мысль отправиться в Индию с научной целью, и он представил свой проект в Министерство. После многих хлопот и трудов он добился командировки через Индию в Туркестанский край для сбора сведений о современном политическом настроении в этих краях и для изучения быта населения и его характера.
10 июня 1873 года Пашино отправился из Петербурга в Триест, Александрию, а затем в Аден, Бомбей, Аллагабад и через Кашмир, несмотря на запугивание местных властей, двинулся через Ясинь и Даркот в Туркестан. Все это путешествие Пашино совершил инкогнито, в мусульманском платье, с выбритой головой и подстриженными усами и соблюдал все мусульманские обряды. При путешествии по Афганистану он выдавал себя за турецкого подданного Шейха-Мухамеда-Алба-Эфенди родом из Аясунука, из-под Смирны, но иногда ему приходилось разыгрывать роль слуги у преданного афганца-проводника Абдулгани. Несмотря на подобные меры, Пашино чуть не погиб в Амальсе, афганском городке, где был узнан и выдан одним афганцем, бывшим в Самарканде и видевшим Пашино в свите генерала Кауфмана. Вызванный на допрос, Пашино уже готовился к смерти и, урвав минуту, передал своему верному слуге все деньги и бумаги, сделал последние распоряжения и советовал ему, ради получения большой награды, доставить в Ташкент сведения о его гибели. Однако, знание языка, а главное — знание наизусть многих стихов Корана, спасло Пашино; он был отпущен, а доносчик жестоко поплатился за свою «клевету». После этого эпизода Пашино не решился следовать дальше в глубь Афганистана и возвратился в Гильгит, а оттуда в Лагор, где все его знакомые, а в особенности представитель эмира Шир-Али, Серафзар-хан, и племянник эмира, высланный из Кабула Зульфикар-хан, выражали крайнее удивление, увидев его живым. «Пашино Богадур-хан», как называл Петра Ивановича его друг афганец, совершил, по словам последнего, удивительный подвиг: европейцы все погибали обыкновенно около Даркота. Из Лагора смелый путешественник вернулся обратно в Россию, но в Мадрасе был задержан английскими властями, принявшими его за шпиона и продержавшими его под арестом до выяснения через Министерство его социального положения. По возвращении в Петербург Пашино напечатал в «Голосе» (1874 год) целый ряд фельетонов о своих путешествиях под заглавием «Шесть месяцев в коровьем царстве».
В 1874 году Пашино вновь предпринял путешествие в Индию и Афганистан; теперь уж он путешествовал один под видом туземца-бедняка, подвергая себя множеству лишений. Он проник в самые дебри Афганистана и Кафиристана, куда ещё не проникал ни один европеец. Правда, это не дало возможности Петру Ивановичу доставить точного географического и метеорологического материала, например, съёмка ему, нищему-скитальцу, была малодоступна, и он мог дать только этнографические описания, картины местности, наблюдения за погодой во время своего путешествия, а географические и исторические сведения мог собирать только по распросным источникам, весьма точным в тех краях, где жители не знают ни карт, ни печатных изданий. В 1885 году вышел первый том своего сочинения «Вокруг света. По Индии (Путевые впечатления)», но в этот том вошли лишь первые два путешествия по Индии и Афганистану: к сожалению, третье путешествие учёного, совершённое им в 1875—1876 годах, не было опубликовано в отдельном издании, а было разбросано по газетам.
Будучи членом Императорского Русского географического общества, Пашино читал там сообщения о своих путешествиях; так, например, в «Известиях» Общества от 1877 года была отмечена его лекция о путешествии по Бирманской империи. В том же году ряд его интересных статей наполнял столбцы газет. Так, в «Новостях» (1877 год, №№ 222 и 223) Пашино напечатал свои прекрасные статьи «Пути в Индию». В «Иллюстрированной газете» (1877 год) в девяти номерах были помещены его интересные фельетоны с описанием последних путешествий по Индии и Персии. В «Голосе» (1878 год, №№ 228 и 289) — «Воспоминание о Пенджабе», представляющее для того времени важный материал для составления истории Афганистана и его правителей.
В 1878 году, когда разгоралась Вторая англо-афганская война, когда в России готовились к походу в Индию, статьи Пашино были особенно ценными и знакомили, кроме того, общество с теми странами и народами, где происходили современные события. Статья его в «Русском мире» (1878 год, № 299) «Два слова об афганцах» дала полную характеристику этому храброму народу, вступившему в неравную борьбу с англичанами.
Будучи ярым сторонником справедливости Пётр Иванович Пашино в «Русском мире» (1878 год, № 94) выступил с письмом против статьи секретаря географического общества Венюкова, нападавшего в статье своей, помещённой в «Биржевых ведомостях» (1878. — № 92) на статью Весина «О путях в Индию», напечатанную в газете «Голос» (1878. — № 81). Пашино, опровергнув все доводы, на которых основывалась статья Венюкова, назвал поступок её автора «неприличным по отношению к обществу».
В «Обзоре Императорского Русского географического общества» (1880 год), в восьми фельетонах, напечатано ещё описание путешествий Пашино под заглавием «Из записок туриста. По забытой стороне (от Бушира до Исфагани)». Согласно «Биографическому словарю» Половцова, «все литературные труды Пашино ценны тем, что они внесли в нашу литературу о Востоке совершенно новое, неописанное, а сведения об афганцах, им сообщенные, даже и в настоящее время представляют собой весьма ценный материал». Он был скромен и не претендовал никогда ни на какие лавры. «Я не писатель,» — говорил он, — «я дилетант, а работы мои разве тем ценны, что переполнены одною правдой».
В последние дни его жизни тяжесть путешествий и лишения, перенесённые им, отозвались на его здоровье. Паралич, разбивший Пашино, отнял у него возможность заниматься литературным трудом; он был помещён друзьями в Петербургскую городскую богадельню, где и скончался 3 (15) сентября 1891 года. Погребён на Волковом православном кладбище.